# Pata de Elefante
Pata de Elefante est un groupe brésilien de rock instrumental, originaire de Porto Alegre, dans l'État du Rio Grande do Sul.

## Histoire
Le groupe est formé en janvier 2002 dans l'objectif de faire du rock au Brésil sans paroles, en utilisant uniquement des instruments. En décembre 2004, ils sortent leur premier album, l'éponyme Pata de Elefante, sur le label de Goiás Monstro Discos,,. Avec leur premier album, ils remportent le prix Açorianos dans la catégorie des artistes ayant fait une percée. Depuis, Pata de Elefante se produit dans les principaux festivals indépendants du Brésil : Goiânia Noise Festival (2004, 2006 et 2007), Calango Festival (Cuiabá, 2005), Cuiabá Music Week (2006), Brasília Independent Music Fair (2006), Grito Rock (Cuiabá, 2007), Gig Rock (Porto Alegre, 2006 et 2007) et Abril Pro Rock (Recife, 2008),.
En 2007, leur deuxième CD sort, intitulé Um Olho no Fósforo, Outro na Fagulha. L'album figure sur d'innombrables listes des meilleures sorties nationales de l'année - de Folha de S.Paulo au site web de MTV. Le groupe inclut le morceau Hey! dans une compilation de groupes brésiliens indépendants publiée en 2008 par le magazine français Brazuca.
En 2009, ils remportent le VMB 2009 dans la catégorie « instrumental ». En 2011, ils se produisent en Argentine. En mars 2013, Gustavo Telles « Prego » officialise la séparation du groupe sur son profil personnel ainsi que sur la page fan de Pata de Elefante via le réseau social Facebook.
Enregistré en 2012, l'album Julio Rizzo e Pata de Elefante sort en 2014. Cependant, après une pause d'environ deux ans, le groupe se met en pause. En 2022, ils sortiront leur cinquième album, intitulé New Adventures.

## Membres

### Membres actuels
- Daniel Mossmann – guitare
- Gabriel Guedes – guitare
- Gustavo Telles – batterie
- Edu Meirelles – basse

### Musiciens invités
- Julio Rizzo – bois
- Luciano Leães – claviers

## Discographie
- 2004 : Pata de Elefante (Monstro Discos
- 2007 : Um Olho no Fósforo, Outro na Fagulha (Monstro Discos)
- 2010 : Na Cidade (Trama)
- 2014 : Julio Rizzo e Pata de Elefante (indépendant)

## Distinctions

### MTV Video Music Brasil
| Année | Catégorie         | Nommé            | Résultat |
| ----- | ----------------- | ---------------- | -------- |
| 2009  | Clip instrumental | Pata de Elefante | Lauréat  |

### Prêmio Açorianos
| Année | Catégorie          | Nommé                                | Résultat   |
| ----- | ------------------ | ------------------------------------ | ---------- |
| 2004  | Révélation         | Pata de Elefante                     | Lauréat    |
| 2008  | Album instrumental | Um Olho no Fósforo, Outra na Fagulha | Nomination |
| 2010  | Album instrumental | Na Cidade                            | Lauréat    |